# Clan Maclean
Il clan Maclean è un clan scozzese delle Highlands, è uno dei clan più antichi e possiede grosse porzioni di terreno sia nell'Argyll che nelle Ebridi Interne. Diversi membri del clan sono divenuti famosi per il coraggio e la forza mostrate in battaglia, nel corso dei secoli i Maclean hanno avuto scontri con diversi altri clan come i MacKinnons, i Cameron, i MacDonalds e i Campbells. Fieri esponenti del giacobitismo hanno combattuto in tutte le rivolte giacobite.

## Nella storia

Versione alternativa dello stemma del capo

Rispetto alle origini del nome vi sono diverse interpretazioni, quale che ne sia la sorgente comunque Maclean e l'anglicizzazione della parola gaelico scozzese MacGilleEathain. Questo era il patronimico di un antroponimo che significava figlio di San Giovanni o anche figlio del servo di San Giovanni. La tradizione vuole che il clan discenda da Loarn di Dalriada un mitico re di Dalriada del V secolo, di nuovo, quali che ne siano le origini, il clan prosperò rapidamente fra le Highlands e le Isole Ebridi stringendo alleanze con la chiesa nel IX secolo, con i MacDonalds nel XIII e i MacKay e i MacLeod nel XVI secolo.
Il fondatore del clan era un signore della guerra, Gilleain na Tuaighe, che reclamava la propria discendenza da Loarn di Dalriada, la storia che vuole Gilleain quale discendente dei Fitzgerald non è da considerarsi attendibile giacché questi sono di ascendenza cambro-normanna, mentre i Maclean sono di ascendenza gaelica ed essendo presenti in Scozia sin dalla migrazione che partì dall'Ulster secoli prima. Nonno di Gilleain era Old Dugald di Scone, nato attorno al 1050 nel regno di Macbeth di Scozia del Casato dei Moray che costituiva il ramo reale discendente da Loarn. Mentre Dugald servì quale consigliere per Davide I di Scozia Gilleain combatté contro i norvegesi nella Battaglia di Largs del 1263, guerra dalla quale gli scozzesi uscirono vincitori.
Il figlio di Gilleain, Malise mac Gilleain (1250 circa-1300), dal gaelico "Maoliosa", servo di Gesù, scrisse il proprio nome in questo modo Gillemor Mcilyn (figlio di Gilleain), contea di Perth nel terzo Ragman Rolls del 1296, giurando fedeltà a Edoardo I d'Inghilterra.
Uno dei discendenti di Gilleain fu Iain Dhu Maclean che si stabilì sul Mull, uno dei suoi figli Lachlan Lubanach fu il progenitore dei Macleans di Duart, mentre dall'altro figlio Eachainn Reafanach discese il Clan Maclaine di Lochbuie. I primi contrassero matrimoni nella famiglia di John di Islay, Signore delle Isole, capo del Clan Donald, ed entro la fine del XV secolo i Maclean possedevano oltre al Mull, Tiree, Islay, Jura, Knapdale e le zone di Morvern e Lochaber.

## Le lotte con gli altri clan
Durante le Guerre di indipendenza scozzesi i Maclean combatterono con Robert Bruce durante la Battaglia di Bannockburn del 1314. Tuttavia durante il XIV e XV secolo il clan combatté anche in patria contro il rivale Clan Mackinnon. Nel 1411 combatterono alla Battaglia di Harlaw contro Robert Stuart ed Alexander Stuart, conte di Mar (1375 circa-1435) all'interno di una serie di conflitti che vedeva il clan McDonald contrapposto agli Stuart. Il capo dei Maclean, Red Hector delle battaglie combatté contro il capo del Clan Irvine, noto come Sir Alexander de Irvine e tradizione vuole che dopo uno scontro epico entrambi siano periti per le ferite inferte l'uno all'altro. Attorno al 1470 i Maclean si fronteggiarono alla battaglia di Corpach contro il Clan Cameron uscendone sconfitto. Nel 1484 il clan combatté al fianco di John di Islay alla Battaglia di Bloody Bay uscendone questa volta vincitore contro la parte riottosa del clan McDonald.
Nel 1513 durante le Guerre anglo-scozzesi Lachlan Maclean di Duart venne ucciso alla Battaglia di Flodden Field, nel 1560 i Maclean si allearono con il Clan Mackay e con il Clan MacLeod divenendo parte del Gallowglass, un gruppo di mercenari di discendenza vichingo-gaelica che servirono in Irlanda il re Shane O'Neill.
Durante il XVI secolo il potere crescente del Clan Campbell portò allo scontro con i Maclean, diversi matrimoni vennero celebrati per evitare le ostilità, ma uno di questi andò terribilmente male, l'unione fra Lachlan Cattanach Maclean (1465 circa-10 novembre 1523) ed Elizabeth Campbell, il matrimonio si rivelò infelice e Lachlan agì drasticamente lasciando la moglie su uno scoglio nel mare per farla annegare. La donna si salvò grazie a una barca di pescatori che la riportò dalla sua famiglia, Lachlan pagò le proprie azioni a caro prezzo, venne ucciso dal cognato a Edimburgo il 10 novembre 1523.
Nel 1586 sull'isola di Jura si combattà la battaglia delle isole occidentali fra i Maclean e una branca dei McDonald, il Clan MacDonald di Sleat. Due anni dopo il clan prese il castello di Mingarry, residenza del clan MacDonald di Ardnamurchan da cui scacciarono un galeone spagnolo chiamato Florida.
Nel corso del tempo le alleanze cambiarono e la fede protestante unì i Campbell e i Maclean che per converso si allontanarono dai MacDonald, loro alleati secolari, che non erano amati nemmeno dai Campbell. Lachland Maclean saccheggiò così duramente i MacDonald di Islay causando così tanto massacro che sia lui che l'avversario vennero dichiarati fuorilegge nel 1594 per volere del Consiglio privato di Sua Maestà. In quello stesso anno Lachlan si redense combattendo alla Battaglia di Glenlivet il 3 ottobre accanto alle forze del re contro altri clan in rivolta.
Il 5 agosto 1598 i Maclean si scontrarono ancora contro i MacDonald alla battaglia di Traigh Ghruinneart, questi vinsero uccidendo il capoclan dei Maclean, suo figlio ne prese il posto e vendicò la morte del padre massacrando per tre giorni la gente che viveva ad Islay. Altri clan poi si unirono alla disputa, i MacLeod, i MacNeill e i Cameron e alla fine dei conti la disputa con i MacDonald non si rivelò altro che una lite circa il diritto di occupare una zona nota come Rinns of Islay e che infine divenne una lunga e sanguinosa faida fra clan che portò quasi alla distruzione i due principali contendenti. Per altro i Maclean uscirono perdenti dalla disputa in termini legali, perché il consiglio privato assegnò quelle terre ai MacDonald.

## Al fianco degli Stuart
Il 3 settembre 1631 Lachlan Maclean venne creato Baronetto della Nuova Scozia e allo scoppio della guerra civile si schierò a fianco di Carlo I d'Inghilterra e invitò il clan a combattere per James Graham, I marchese di Montrose generale del re. I Maclean combatterono alla battaglia di Inverlochy il 2 febbraio 1645, ad Auldearn il 9 maggio e alla Battaglia di Kilsyth il 15 agosto di nuovo a fianco dei MacDonald, antichi amici, poi nemici ed ora ancora amici e altri uomini messi insieme da Alasdair Mac Colla. Questo portò i Maclean di nuovo contro i Campbell guidati da Archibald Campbell, I marchese di Argyll.
Nel 1647 il castello dei Maclean di Duart venne posto sotto assedio dai Campbell, ma truppe realiste in rinforzo scacciarono gli assalitori, alla Battaglia di Inverkeithing del 1651 Hector Maclean, capoclan, venne ucciso.
Nel 1678 Archibald Campbell, figlio del marchese, invase il Mull e assediò nuovamente la guarnigione di Duart e nel 1679 ne entrò in possesso insieme a gran parte delle proprietà del clan. Non per questo i Maclean abbandonarono la causa, quando nel 1689 gli Stuart chiamarono il clan rispose combattendo alla Battaglia di Killiecrankie in aiuto di John Graham, I visconte di Dundee.
Nella Rivolta giacobita del 1715 il clan si schierò di nuovo a fianco degli Stuart, tuttavia il capoclan era allora esiliato a Parigi e poté tornare in patria solo quando si sollevò la Rivolta giacobita del 1745, tuttavia venne presto catturato e portato alla Torre di Londra dove rimase fino al 1747. Liberato morì a Roma nel 1750. Durante l'assenza del capoclan i Maclean in patria vennero guidati dal capo dei Maclean di Drimmin che venne ucciso alla Battaglia di Culloden e poco dopo il castello di Duart cadde in rovina.

## Il declino
Fin dal 1598 quando i Maclean avevano massacrato i MacDonald per vendetta, la loro fortuna aveva iniziato a declinare e nel 1691 i Campbell avevano in mano la stragrande maggioranza delle loro proprietà e molti uomini del clan perirono poi a Culloden nel 1745. Nel 1911 la famiglia reclamò il castello di Duart che venne loro restituito.
Attualmente il capo del clan è Sir Lachlan Maclean XII baronetto, nato il 25 agosto 1942.